# 两埃及的荣耀

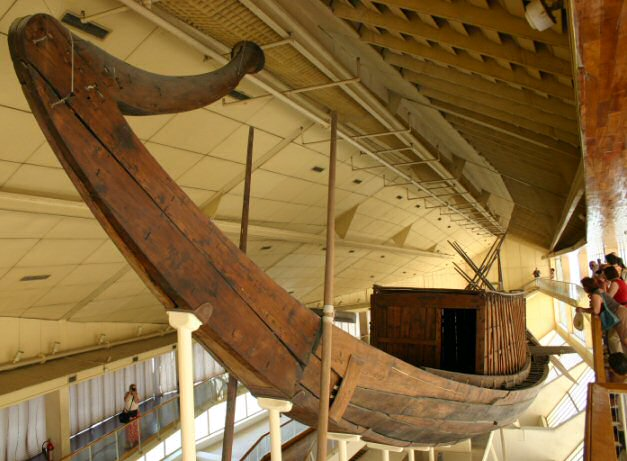
胡夫太阳船，长约43.6米，大小接近于“两埃及的荣耀”。

两埃及的荣耀是出现于古埃及法老斯尼夫鲁时期造船計劃上的銘刻（约公元前2613年），这是史上第一件證明载名船只的參考文物。

## 特征

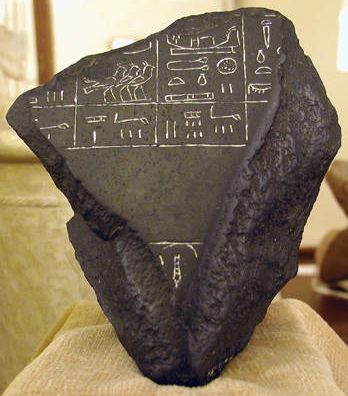
巴勒莫石碑顶部刻有斯尼夫鲁时期的记载

斯尼夫鲁时期所建造的大型埃及船只大约长100腕尺（略长于50米），使用雪松木作为船体材料。古代埃及缺乏树木。尼罗河上最早的船只是由芦苇捆绑编制而成的。世界上最早的关于国际间木材贸易的加载来自于巴勒莫石碑，其上提及了斯尼夫鲁从腓尼基（现今的黎巴嫩）地区进口雪松木:
“带回了四艘满载雪松木的船只。
船只使用雪松木建造，每只船（长）100腕尺……”
在古代，一般使用城市的守护神的名字来命名船只，含有希望船只在海上平安之意。
在古埃及，船只则经常以法老的名字及其美德功业命名。例如，阿蒙霍特普二世（他于公元前1427年至1400年间统治埃及）的一艘船即被冠以“阿蒙霍特普二世，两埃及繁盛的缔造者”之名。这艘船比斯尼夫鲁的船只——“两埃及的荣耀”晚了大约1200年，而后者则是现今所知的最早的船只名字。 “两埃及”意指上、下埃及。 此船的名字有着一定的政治意味，现在学者认为此名宣示了上下埃及的统一。
现在还不知道在斯尼夫鲁时代，人们是否如今日一般把船的名字标识在船的一侧，以便他方辨识。很可能当时的船只使用了其他易于识别的标志，因为当时尚没有望远镜可供岸上或船上的人使用。这种特殊的标识将会成为船只身份识别的手段。

## 资料来源
- Anzovin, Steven et al, Famous First Facts (International Edition), H. W. Wilson Company, 2000, ISBN 0-8242-0958-3
- Casson, Lionel, Ships and seamanship in the ancient world, JHU Press, 1995, ISBN 0-8018-5130-0
- Kennedy, Don H. et al, Ship names: origins and usages during 45 centuries, published for Mariners Museum by University Press of Virginia, Charlottesville, 1974, ISBN 0-8139-0531-1
- Meyers, Eric M., Wood, The Oxford Encyclopedia of Archaeology in the Near East, New York, Oxford University Press, 1997, ISBN 0-19-511218-0
- Spectre, Peter H., A Mariner's Miscellany, Sheridan House, Inc., 2005, ISBN 1-57409-195-6
- Sperber, Daniel, Nautica Talmudica, Brill Archive, 1986, ISBN 90-04-08249-2
- Williams, Robert H., Joyful Trek, Texas Tech University Press, 1996, ISBN 0-89672-356-9

## 延伸阅读
- Clary, James, Superstitions of the Sea: A Digest of Beliefs, Custom and Mystery, Maritime History in Art, 1994, ISBN 0-916637-00-X